# San Giovanni a Mare (Nápoly)
A San Giovanni a Mare templom Nápoly történelmi központjában, a kikötőhöz közel.

## Története
A templomot a 12. században alapították bencés szerzetesek. Később a jeruzsálemi lovagrend tagjai szerezték meg, akik egy kórházat működtettek a szomszédságában 1186 és 1231 között. A hagyományok szerint a máltai lovagrend capuai perjeléhez tartozott. A 17. században profán miséket tartottak benne, s a lakosság felháborodása miatt egy időre kénytelenek voltak bezárni. A 19. század elején, a francia uralom idején betiltották a Nápolyi Királyságban tevékenykedő szerzetesrendeket, így a templom királyi tulajdon lett. 1828-ban a nápolyi főegyházmegye szerezte meg. A templomhoz tartozó kórházat a második világháborúban súlyos bombatámadás érte és nem építették újjá. A templomot a 20. század végén restaurálták és ismét látogatható. A templom bejárata mellett egy női mellszobor látható. Valószínűleg az ókori szirén és a város egykori névadójának Parthenopénak a szobra. A hagyományok szerint ez tulajdonképpen a város allegorikus feje.